# Shyamji Krishna Varma
Shyamji Krishna Varma (Shyamji Krishna Nakhua) (1857 - 1930) foi um estudioso, advogado, nacionalista e jornalista indiano que fundou a Sociedade da Casa de Regras Indiana e a Casa Indiana e a publicação O Sociólogo Indiano em Londres.